# Distretto di Nyarugenge
Il distretto di Nyarugenge è un distretto (akarere) del Ruanda, parte della provincia di Kigali, con capoluogo Nyarugenge.
Il distretto si compone di 10 settori (imirenge):
- Gitega
- Kanyinya
- Kigali
- Kimisagara
- Mageragere
- Muhima
- Nyakabanda
- Nyamirambo
- Nyarugenge
- Rwezamenyo